# Larré (Morbihan)
Larré (in bretone: Lare) è un comune francese di 836 abitanti situato nel dipartimento del Morbihan nella regione della Bretagna.

## Società

### Evoluzione demografica
Abitanti censiti